# Parafia św. Bartłomieja w Księżym Polu
Parafia pw. św. Bartłomieja w Księżym Polu – parafia rzymskokatolicka znajdująca się w Księżym Polu. Należy do dekanatu Kietrz diecezji opolskiej.
Parafię obsługuje proboszcz parafii św. Piotra i Pawła w Nowej Cerekwi.

## Historia
Parafia należała pierwotnie do diecezji ołomunieckiej. W wyniku I wojny śląskiej w 1742 znalazła się na terenie Prus i tzw. dystryktu kietrzańskiego. W 1863 lokalia, formalnie podległa parafii w Kietrzu, liczyła 739 katolików i 3 niekatolików, niemieckojęzycznych. W 1972 powstała diecezja opolska, co zakończyło okres formalnej przynależności do archidiecezji ołomunieckiej.